# Melville (Australie)
Pour les articles homonymes, voir Melville.
Pour la zone d'administration locale, voir Cité de Melville.
Melville est une banlieue de Perth, en Australie-Occidentale. Elle est située dans la Cité de Melville.